# Albert Patin de La Fizelière
Albert Patin de La Fizelière, né le 7 août 1819 à Marly et mort le 11 février 1878 à Paris, est un critique d'art, historien, bibliographe et biographe français.
Connu pour son amitié avec Charles Nodier, Champfleury ou Baudelaire, il a publié la première bibliographie de ce dernier un an après sa mort.

## Biographie
Fils du chevalier de La Fizelière, capitaine d’artillerie, que la Restauration avait mis en non-activité, qui descendait du médecin Guy Patin, et d’une mère appartenant à une des plus anciennes familles de Lorraine, Lamberty Cortembach, la Révolution, au lieu d’en faire un savant, avait fait de son père un militaire qui s’était distingué dans les guerres du Directoire et de l’Empire, décoré de la propre main de l’Empereur à la bataille de Wagram. Dégagé, dès sa première jeunesse, de tous les préjugés de naissance et de caste, son fils, instinctivement républicain, resta, quant à lui, indifférent à toute distinction de nom et de titre et refusa de se destiner la carrière des armes. Monté, vers 1836, de Metz à Paris, lorsque son père reprit du service dans l’armée, sous le règne de Louis-Philippe, et fut nommé chef d’escadron d’artillerie, tandis qu’il faisait son droit, il s’introduisit, comme amateur passionné de la peinture réaliste et comme critique d’art, dévoué au succès prochain de la nouvelle École, dans les ateliers des jeunes peintres, surtout les paysagistes. En même temps, il avait pris pied dans la rédaction de quelques journaux de l’opposition, où l’avaient fait admettre ses opinions. Avant même d’avoir essayé de jouer un rôle actif dans la presse libérale, il était déjà en rapport avec différents chefs des groupes républicains. Ses premiers essais dans le journalisme, consacrés aux feuilletons d’art, au théâtre et à la littérature, furent bien accueillis, et on lui reconnut une plume facile, un style élégant et correct, et déjà un fonds solide de connaissances générales, même s’il ne signait pas encore ses articles, car les amis de son père l’avaient placé au ministère de l’Intérieur, où il fut, pendant plusieurs années, attaché au cabinet du ministre.
Quoique les modestes appointements de sa place lui fussent nécessaires pour vivre à Paris, il renonça de lui-même à la carrière administrative, en donnant sa démission d’employé au ministère, pour intégrer la rédaction de plusieurs grands journaux politiques, dans lesquels il ne traitait que des questions d’art. Il collabora aussi à titre gracieux à différentes feuilles légères. Bien reçu par Jules Janin, dit « le prince des critiques », qui lui témoignait de l’amitié et qui se faisait fort de le lancer dans la presse, ce dernier, qui était alors le roi du feuilleton, l’avait mis en relation avec des libraires, qui les payaient pour leur rédiger des prospectus, des préfaces, des articles de journal ou de revue. Vivant assez mal de sa plume, nourrissant une véritable passion pour le dessin mais dessinateur assez médiocre, il se consolait de l’impossibilité de devenir peintre par la fréquentation des peintres du cercle du café Guerbois. Ne se lassant pas de les voir peindre, de les écouter parler de leur art, il aurait bien voulu s’attacher aux membres de l’École de Barbizon, qui avaient élu domicile en lisière de la forêt de Fontainebleau, mais la dépense du voyage était trop forte pour sa bourse journalière, et il avait besoin d’ailleurs d’être sans cesse à Paris, afin de corriger les épreuves de ses feuilletons. Il fixa donc sa résidence ordinaire à Bougival, où il avait suivi la bande de peintres, qui transportaient leur atelier en plein air, sur les bords de la Seine et dans les bois de la Malmaison, et dont les deux chefs étaient Français et Baron, l’un pour le paysage, l’autre pour le genre historique. La Fizelière fut, en quelque sorte, le secrétaire, l’historiographe, l’orateur du groupe. Son premier ouvrage semble avoir été un Abrégé chronologique de l’histoire de France depuis Clovis jusqu’à la mort de Louis XIV, par le président Hénault, continué jusqu’à nos jours (janvier 1842) (Paris, Farge, 1842), publié sous le nom de plume de « Ludovic de Marsay ».
Ayant eu l’idée d’ouvrir une Exposition permanente, qui serait en même temps un marché perpétuel, où la valeur des œuvres d’art de ses amis peintres pourrait augmenter, en augmentant le nombre des acquéreurs de dessins, de tableaux et de gravures, il soumit son idée à son ami, le libraire-éditeur Joseph Techener qui ramassa tout ce qu’il avait de fonds disponibles et loua les galeries du bazar Bonne-Nouvelle, les aménagea les salles d’exposition et de vente pour les tableaux modernes et les livres anciens. La Fizelière était directeur en chef de l’opération et rédacteur en chef du journal d’art, qui devait servir de moniteur à cette opération. Ce journal, illustré de lithographies et de gravures, devait faire concurrence à l’Artiste et au Journal des Artistes, tout en favorisant les expositions et les ventes des Galeries Bonne-Nouvelle. Parue à la fin de l’année 1842, sous le titre de l’Ami des Arts, cette publication à laquelle collaborèrent, entre autres, Jules Janin, Charles Nodier, fournit trois volumes recherchés. Les premiers peintres exposés furent ceux de Bougival mais La Fizelière parvint à grand-peine à remplir les murs de ses galeries, qui n’attirèrent jamais la foule. Les ventes à l’amiable étant absolument nulles, on tenta de faire des ventes à la criée, qui ne réussirent pas mieux, et l’Exposition permanente cessa, faute de tableaux, au bout de quelques mois.
La Fizelière se retira dans son auberge de Bougival, où il vécut solitaire et attristé pendant plus de douze ans, toujours journaliste, toujours critique d’art, publiant des articles de journaux sur les arts et sur les livres et des notices touchant à des questions de bibliographie dans le Bulletin du Bibliophile de Techener. Cette vie lui permit de se consacrer à des travaux plus sérieux et plus étendus, des ouvrages de différents genres. Admis dans la maison d’un ancien notaire, qui habitait Bougival, et dont la fille, Sara Bouclier dessinait, peignait et gravait avec talent, ayant eu pour maitres ou pour conseils Camille Roqueplan, Louis Boulanger, Français et plusieurs autres artistes, il l’épousa, en 1855. Sous le second Empire, il resta fidèle à ses convictions républicaines alors que, dilettante des lettres et des arts, nullement ambitieux, il ne songea pas, lorsque la République fut proclamée par deux fois, à devenir un personnage politique ou un haut fonctionnaire largement rétribué. La Révolution de 1848 lui ayant néanmoins, quelque temps, fait espérer un gouvernement républicain durable, il avait mis sa plume au service de la République, et pendant les années 1848 et 1849, il avait laissé de côté ses études sur les arts et sur la peinture pour être presque exclusivement écrivain politique, publiant, sous le pseudonyme de « Ludovic de Marsy », deux petits livrets populaires qui furent vendus à un bon nombre d’exemplaires, le Manuel de l’Électeur constituant, in-12, et Manuel du Citoyen, contenant le texte avec le commentaire de la Constitution et de toutes les lois politiques, organiques et complémentaires, in-16. Il collabora également, avec plusieurs jeunes républicains, Francis Lacombe, Louis Girardeau et René Kerambrun, à la réduction d’une histoire journalière de la Révolution de 1848, sous le titre Notre histoire : résumé des événements accomplis depuis le 22 février jusqu’au 1er aout 1848, qui paraissait par livraisons. En même temps, il recueillait, en collaboration avec Girardeau, des notes biographiques sur les membres de l’Assemblée nationale de 1848, notes souvent malicieuses, mais jamais malveillantes ; furent imprimées sous le titre de Biographie des représentants du peuple à l’Assemblée nationale constituante, avec un tableau des députations par départements, in-12, avec 12 portraits. Le succès de cette publication anonyme détermina ses deux auteurs à publier, en 1840, un ouvrage du même genre, destiné à faire suite au précédent, le Biographie des 750 représentants du peuple à l'Assemblée Nationale Législative par ordre alphabétique, avec un tableau des députations par départements, in-18.
Après avoir protesté et bataillé pour la République dans tous les journaux de son opinion, il revint à ses gouts artistiques et à ses travaux littéraires. La nouvelle école de peinture, qu’il avait acclamée depuis vingt ans, connaissait enfin le succès. Les peintres, ses anciens amis, presque tous acceptés et applaudis, avaient la place d’honneur aux Expositions, et vendaient bien leurs ouvrages. La Fizelière, qui s’était passionné pour les estampes à l’eau-forte, genre de gravure conservant toutes les qualités, les finesses et les perfections de l’œuvre du dessinateur, se mit en tête de réitérer l’expérience de l’Exposition permanente. Il créa, avec un artiste doublé d’un industriel, Cadart, la Société des aquafortistes, dont il fut l’âme et l’esprit pendant cinq ou six ans. Celle-ci réussit d’abord au-delà de son espoir, et produisit une superbe collection d’oeuvres remarquables, faisant naitre toute une école d’aquafortistes, qui répandit parmi les amateurs le gout de la gravure à l’eau-forte, espèce de gravure qui doit son avènement, dans le domaine des arts, à l’initiative de Cadart et de La Fizelière, qui avaient prévu que l’eau-forte atteindrait l’apogée du succès, quand elle serait appliquée, comme au XVIIIe siècle, à l’illustration des livres.
Assuré, par son mariage, d'une existence facile lui promettant la fortune pour l’avenir, il put donc donner carrière à ses aptitudes littéraires et tenter différentes voies qui s’ouvraient à sa vocation d’écrivain polygraphe. Il aborda tous les genres et s’essaya sous toutes les formes de l’imagination et du style, sans négliger pour autant de poursuivre sa carrière de critique d’art. Il réunit et publia en volumes plusieurs comptes-rendus des Expositions de peinture, qu’il avait fait paraitre en feuilletons dans les journaux : Salon de 1850 à 1851 (Deflorenne, 1851, in-8°) ; A-Z, ou le Salon en miniature (Poulet-Malassis, 1861, in-12). Il composa quelques nouvelles romanesques, entre autres, Felice, nouvelle messine (Metz, Lamort, 1855, in-8°) il ne fit pas de vers, ou du moins il n’en imprima plus, et ses amis seuls savaient qu’il avait fait imprimer en 1846 un drame en vers, les Inondés de la Loire (Lacrampe, in-8°), mais il faisait quelquefois encore des pièces de théâtre, qu’on jouait en société, et dont une seule été imprimée : Théâtre de  paravent. I. Récompense honnête, saynète (Lemerre, 1874, in-8°). Il improvisa un charmant ouvragé de circonstance, lequel a survécu à la mode qui l’avait inspiré : Histoire de la Crinoline au temps passé, suivie de la Satyre sur les cerceaux, paniers, etc. par le chevalier de Nisard, et de l’Indignité et l’extravagance des paniers, par un prédicateur (Aubry, 1850, in-12).
En contact avec les bibliophiles dont il partageait les fantaisies bibliographiques, il se plaisait, de temps à autre, à se rappeler à eux dans le Bulletin du bibliophile, de Techener. Il fit à leur intention deux ou trois publications tirées à petit nombre, en réimprimant d’anciens ouvrages curieux et rares, entre autres Dialogue de Thoinette et  d’Alizon, pièce inédite en patois lorrain du XVIIe siècle, publié avec des notes et un vocabulaire (Aubry, 1855, in-8°, tiré à 75 exemplaires), Vins à la mode et cabarets du XVIIe siècle (Pincebourde, 1866, in-12, avec un frontispice à l’eau-forte de Maxime Lalanne). Se sentant poussé naturellement vers la bibliographie, il s’y serait adonné peut-être tout à fait, sans sa passion dominante pour les arts et pour la critique d’art. Ses Essais de bibliographie contemporaine (librairie de l’Académie des bibliophiles, 1868, in-12), ne concernaient que son ami Baudelaire, mais sa dissertation sur les Émaux cloisonnés et leur introduction dans la reliure des livres (Aubry, 1870, in-8), lui firent plus d’honneur auprès des bibliophiles, et son ouvrage de bibliographie savante : Rymaille sur les plus célèbres bibliothèques de Paris en 1649, avec des notes et un essai sur les bibliothèques particulières du temps (Aubry, 1869, in-8°) lui donna le droit de prendre rang parmi les véritables bibliographes.
Retourné au journalisme à la suite de revers de fortune et le devoir de suppléer à la perte d’une partie de la dot de sa femme, il fut appelé à faire, dans l'Opinion nationale, journal républicain-impérialiste que rédigeait Guéroult, une Chronique hebdomadaire, où il entassait les réminiscences de ses innombrables lectures. Du 16 février au 10 avril 1868, il rédigea, pour le libraire Pincebourde, La Petite Revue, qui n’était qu’une suite, plus mordante et plus raffinée de cette Chronique. De 1860 jusqu’à sa mort, il inséra une multitude d’articles en tous genres dans les journaux et dans les revues, notamment dans le Siècle, la France, l’Artiste, le Courrier de Paris, le Petit Figaro, la Revue anecdotique, etc.
Les derniers ouvrages que La Fizelière a publiés sur les arts, sont les plus importants qu’il ait fait paraitre, et ce n’est cependant que la moindre partie de ceux qu’il préparait depuis des années. Ces ouvrages se sont vendus à un prix élevé, ont été recherchés et regardés comme indispensables dans une bibliothèque d’art ; il suffira de citer l’Œuvre de Vivant Denon, ancien directeur général des musées ; collection de 317 eaux-fortes, dessinées et gravées par ce célèbre artiste, avec une notice très détaillée sur sa vie intime, ses relations et son œuvre (Barraud, 1872-73, 2 vol. in-4°) ; la Vie et l’Œuvre de Chintreuil, avec Champfleury et Henriet (Cadart, 1874 in-4°, avec 40 eaux-fortes de Martial, Beauverie, Taiée, Saffrais, Selle et Paul Roux.) ; Mémento du salon de peinture, de gravure et de sculpture en 1875, indiquant les œuvres les plus remarquables exposées au Palais de l’Industrie (Librairie des Bibliophile, 1875, in-16).
Durant le siège de Paris, La Fizelière avait pris un rôle actif dans la garde nationale, où il s’était présenté comme volontaire, quoique exempté par son âge du service militaire, dans le 149e bataillon (quartier Gaillon). Il ne se satisfit pas d’être nommé capitaine d’armement et voulut être incorporé dans un bataillon de marche, poste périlleux qu’il n’abandonna qu’après la signature de la capitulation. Sa santé ayant été gravement altérée par les fatigues qu’il s’était imposées, par les privations qu’il avait subies avec abnégation, il avait alors ressenti les premières atteintes de la maladie à laquelle il devait succomber sept ans plus tard. Malgré les nombreux travaux si variés qui occupèrent ses dernières années de vie, celles-ci furent essentiellement absorbées par la collaboration secrète, qu’il entretenait avec Jules Janin, avec qui il était lié depuis plus de trente ans. Devenu infirme et incapable de bouger de son fauteuil, ce dernier n’en continuait pas moins à rédiger son feuilleton dramatique dans le Journal des débats. La Fizelière était un des secrétaires intimes que Janin envoyait assister, pour lui, aux représentations des pièces nouvelles, et qui venaient lui rendre compte de ces représentations, en lui fournissant des notes à l’aide desquelles le célèbre feuilletoniste du Journal des débats jugeait à distance les pièces qu’il n’avait ni vues ni entendues. La Fizelière remplissait non seulement cette mission délicate, mais il lui prêtait également son concours pour les feuilletons qu’il publiait, sous le pseudonyme d’« Eraste », dans l'Indépendance belge. Janin lui donna une plus grande marque de confiance encore lorsque, se sentant déjà privé d’une partie de ses facultés intellectuelles, il le pria de terminer un ouvrage qu’il avait commencé et qu’il ne pouvait finir : Paris et Versailles il y a cent ans (Didot, 1874., gr. in-8°). La Fizelière écrivit entièrement les chapitres 4, 9, 17, 19, 24, 28, 29, 31 et 32 de cet ouvrage, dont la plupart concerne les arts et les artistes du XVIIIe siècle.
À peine Janin était-il mort, que sa veuve, qui savait n’avoir pas longtemps à lui survivre, chargea exclusivement La Fizelière de publier les œuvres choisies de son ami, et ce fut à ce travail minutieux et difficile qu’il consacra les trois dernières années de sa vie. Cette édition, qui devait être composée de 12 volumes in-12, imprimés chez Damase Jouaust et ornés de délicieuses eaux-fortes, couta de pénibles recherches à l’éditeur, qui revit le texte sur les éditions originales, et qui rédigea les notices préliminaires. Le premier volume parut en 1876, et les volumes suivants se succédèrent à des époques assez rapprochées. Le succès de cette édition avait été tel que le nombre des volumes aurait aisément pu être doublé, sans l’opposition de la volonté testamentaire de Mme Jules Janin, qui avait fixé le choix des ouvrages que renfermait cette édition. Ayant cependant laissé à l’éditeur le soin de désigner les articles à extraire de l’immense collection des feuilletons dramatiques du Journal des débats, La Fizelière s’acquitta avec tact de cette tâche épineuse et difficile, pour donner la fleur de la critique théâtrale et littéraire de Jules Janin. Il corrigeait les épreuves du dernier volume de Barnave (Paris, Jouaust, 1878), lorsqu’il fut frappé par la mort.
La Fizelière était souffrant depuis le siège de Paris, mais on n’avait pas soupçonné que sa maladie lente et chronique serait mortelle. Il n’avait pas, d’ailleurs, ralenti son travail ; il l’avait, bien au contraire, poussé à l’excès, et les journées n’y suffisant plus, il y donnait les nuits. Sa femme, elle-même avait traduit avec distinction plusieurs romans anglais, entre autres celui de la Pupille, de Frances Trollope, et plus d’une fois elle avait pris part aux travaux littéraires de son mari, réunissant, après sa mort, en ouvrage les meilleurs articles de littérature, de bibliographie et de critique d’art, qu’il avait publiés dans les journaux pendant plus de trente-huit ans.

## Publications
- Exposition de Metz, 1842.
- Peintures de M. Heim à Saint-Sulpice, 1842.
- Les Inondés de la Loire, scène dramatique en vers, 1846 ; avec Jean Servais.
- Une famille de la rue Mouffetard, scène dramatique (avec de la Jonchère.
- Biographie des représentants du peuple à l’Assemblée nationale constituante…, 1848 ; avec L.-G. Giraudeau, W. Hughes et R. Kerambrun.
- M. L. G. de Marsay, Manuel de l’électeur constituant, indiquant les droits et les devoirs des citoyens appelés aux élections du 9 avril 1848, 1848.
- Mémoires d’un insurgé : histoire des sociétés secrètes, depuis 1815 jusqu’en 1848, 1848 ; anonyme ; attribué par Jean-Gustave Wallon à La Fizelière et al.
- Le Procès des accusés de Strasbourg, 1849.
- L.-G. de Marsay, La Danse, ses temples et ses desservants en 1850, 1850.
- M. Ludovic de Marsay, Manuel du citoyen… contenant le texte, avec commentaires, de la Constitution et de toutes les lois politiques, organiques ou complémentaires, 1850.
- L.-G. de Marsay, La Promenade [à Paris et aux environs], 1850.
- L.-G. de Marsay, Itinéraire des chemins de fer de Paris à Versailles, Saint-Germain, Rouen et Dieppe, 1850.
- Salon de 1850-1851 : exposition nationale, 1851.
- Itinéraire du chemin de fer de Rouen, Le Havre et Dieppe, 1851.
- Itinéraire du chemin de fer du Nord et de ses embranchements, 1851.
- Le Livret de l’Exposition faite en 1673 dans la cour du Palais royal, rééd. avec notes par Anatole de Montaiglon,… et suivi d’un essai de bibliographie des livrets et des critiques de salons depuis 1673 jusqu’en 1851, 1852.
- Lo Rondot don Jozon, chanson messine réquiaye pet M. Albert de La Fizelière et Maly devant Metz, 1853.
- Félice, 1854 ; extrait de Metz littéraire.
- Lo Nieu de jeument : conte de fauchoux requiet aivau lés prés pet monsieu A. de La Fizelière, 1857.
- Ch. Nodier, entomologiste, 1857.
- Voltaire est-il étranger ?, 1858.
- Histoire de la crinoline au temps passé, 1859.
- A-Z ou Le Salon en miniature, 1861.
- Vins à la mode et cabarets au XVIIe siècle, 1866.
- Charles Baudelaire, 1868 ; avec Georges Decaux.
- Rymaille sur les plus célèbres bibliotières de Paris en 1649 : avec des notes et un essai sur les autres bibliothèques particulières du temps, 1868.
- Des Émaux cloisonnés et de leur introduction dans la reliure des livres, 1870.
- Jules Janin, 1874.
- Paris et Versailles il y a cent ans, 1874 ; avec Jules Janin.
- Jules Janin et sa bibliothèque, notice bibliographique, 1874 ; extrait du Bulletin du Bibliophile de juin 1874.
- La Vie et l’œuvre de Chintreuil, 1874 ; avec Champfleury and Frédéric Henriet.
- Théâtre du Paravent, I. Récompense honnête, saynète, 874.
- Mémento du Salon de peinture, de gravure et de sculpture en 1875…, 1875.

## Sources
- P.-L. Jacob, bibliophile, « Albert de La Fizelière », Bulletin du bouquiniste, Paris, Auguste Aubry, vol. xli,‎ 1878, p. 115-25 (lire en ligne, consulté le 28 janvier 2018).